# Monastero delle Orsoline (Benevento)
Il monastero delle Orsoline di Benevento sorse nel XVIII secolo. Si trova sulla via Gaetano Rummo, nel quartiere di Porta Rufina.

## Storia
Prima del terremoto del 1702, in questo luogo si trovava un orfanotrofio femminile intitolato a Santa Maria dei Martiri.
La costruzione del monastero iniziò il 26 aprile 1763 sotto l'arcivescovo Francesco Pacca, il cui stemma gentilizio in marmo (due teste, una di giovane e l'altra di vecchio, con sotto un teschio), si trova nell'edificio, sopra la porta. L'arcivescovo, in un solo giorno, elargì la somma di ventimila ducati: una parte per acquistare il sito, il resto impegnandolo per rendite annue al monastero (come testimonia la "Relazione Istorica della Fondazione").
Durante l'arcivescovato di Giovan Battista Colombini i lavori furono sospesi. Il suo successore Francesco Maria Banditi decise di non dare più il monastero alle suore salesiane, com'era stato stabilito inizialmente, ma alle orsoline, affinché potessero «istruire le Giovani tanto Beneventane quanto Forestiere nella Pietà e nelle Arti Donnesche col beneficio dell'Educandato, e delle pubbliche Scuole.»
Le religiose giunsero in Benevento alle ore 22 di giovedì 18 maggio 1876. In seguito aprirono anche un convitto per fanciulle provenienti da famiglie distinte. Alle numerose convittrici, oltre ad istruzione ed educazione, venivano date anche lezioni di cucito, ricamo, di pittura su seta e di musica.
Di frequente, in un'apposita aula, venivano date accademie poetiche e musicali, cui assistevano le autorità cittadine e le famiglie delle alunne. È famosa l'accademia celebrata in onore di Pio IX il 1º novembre 1849, quando questo papa, caduta la Repubblica Romana, prima di far ritorno a Roma, volle visitare Benevento.
Il 2 settembre 1915 fu aperto all'interno del monastero un ospedale della Croce Rossa, voluto dalla provincia come ente per l'assistenza durante la prima guerra mondiale.
Negli anni successivi, il monastero tenne un Giardino d'infanzia, un corso completo di scuole elementari gratuito, il convitto, un laboratorio per i lavori femminili, l'orfanotrofio femminile "Elio De Martini" per le orfane di guerra, fondato il 13 giugno 1921 e riconosciuto ente morale con regio decreto il 5 febbraio 1922. Nel 1923 il cardinale arcivescovo Alessio Ascalesi vi installò inoltre un istituto magistrale.
La chiesa del monastero è dedicata alla Santissima Trinità, come si leggeva nell'architrave marmorea dell'ingresso. L'interno della chiesa era tutto ricoperto di dipinti a guazzo del pittore Cassella. Fu distrutta, insieme a parte del monastero, dai bombardamenti del 1943. La ricostruzione successiva non seguì la pianta originaria.